# Волт-ампер реактивен
Волт-ампер реактивен (var) е мерна единица, чрез която се изразява реактивната мощност в променливотокова система. Реактивна мощност съществува в променливотокова верига, когато токът и напрежението не са във фаза. Терминът волт-ампер реактивен е предложен за пръв път от румънския електроинженер Константин Будеану и въведен през 1930 г. от IEC в Стокхолм, който я приема като мерната единица за реактивна мощност.
Специални инструменти, наречени варметри се използват за отчитането на реактивната мощност в дадена верига.
Var-овете могат да се считат или като имагинерната част на пълната мощност, или като мощността, протичаща през реактивен товар, където напрежението и тока са съответно във волтове и ампери.
Мерната единица „var“ не следва препоръчаната практика на SI, защото измерва мощност, а практиката на SI е да не се включва информация за вида мощност, която се измерва, в името на мерната единица.

## Реактивна мощност
Синусоидално напрежение, приложено върху чисто резистивен товар, води до променлив ток, който е напълно във фаза с напрежението. Обаче, в практиката е често срещано да има и реактивен компонент в системата, т.е. системата притежава капацитет, индуктивност или и двете. Тези електрически свойства карат тока да си променя фазата спрямо напрежението: капацитетът кара тока да изпреварва напрежението по фаза, а индуктивността го кара да изостава по фаза.
За синусоидални токове и напрежения с една и съща честота, реактивната мощност във var е произведението от средноквадратичните напрежение и ток, или пълната мощност, умножена по синус от {\displaystyle \phi } (фазовия ъгъл между напрежението и тока). Реактивната мощност {\displaystyle Q} (измервана във var) се намира от уравнението:
{\displaystyle Q=V_{\mathrm {rms} }I_{\mathrm {rms} }\sin \left(\phi \right)\,}
където {\displaystyle \phi } е фазовият ъгъл между напрежението и тока. {\displaystyle Q} се отнася за максималната стойност на моментната мощност, погълната от реактивния компонент на товара.
Само активната мощност, която е доставена или консумирана от товара, се изразява във ватове. Имагинерната част се изразява във волт-ампери реактивни.